# OpenCola
 (avril 2025).
Si vous disposez d'ouvrages ou d'articles de référence ou si vous connaissez des sites web de qualité traitant du thème abordé ici, merci de compléter l'article en donnant les références utiles à sa vérifiabilité et en les liant à la section « Notes et références ».

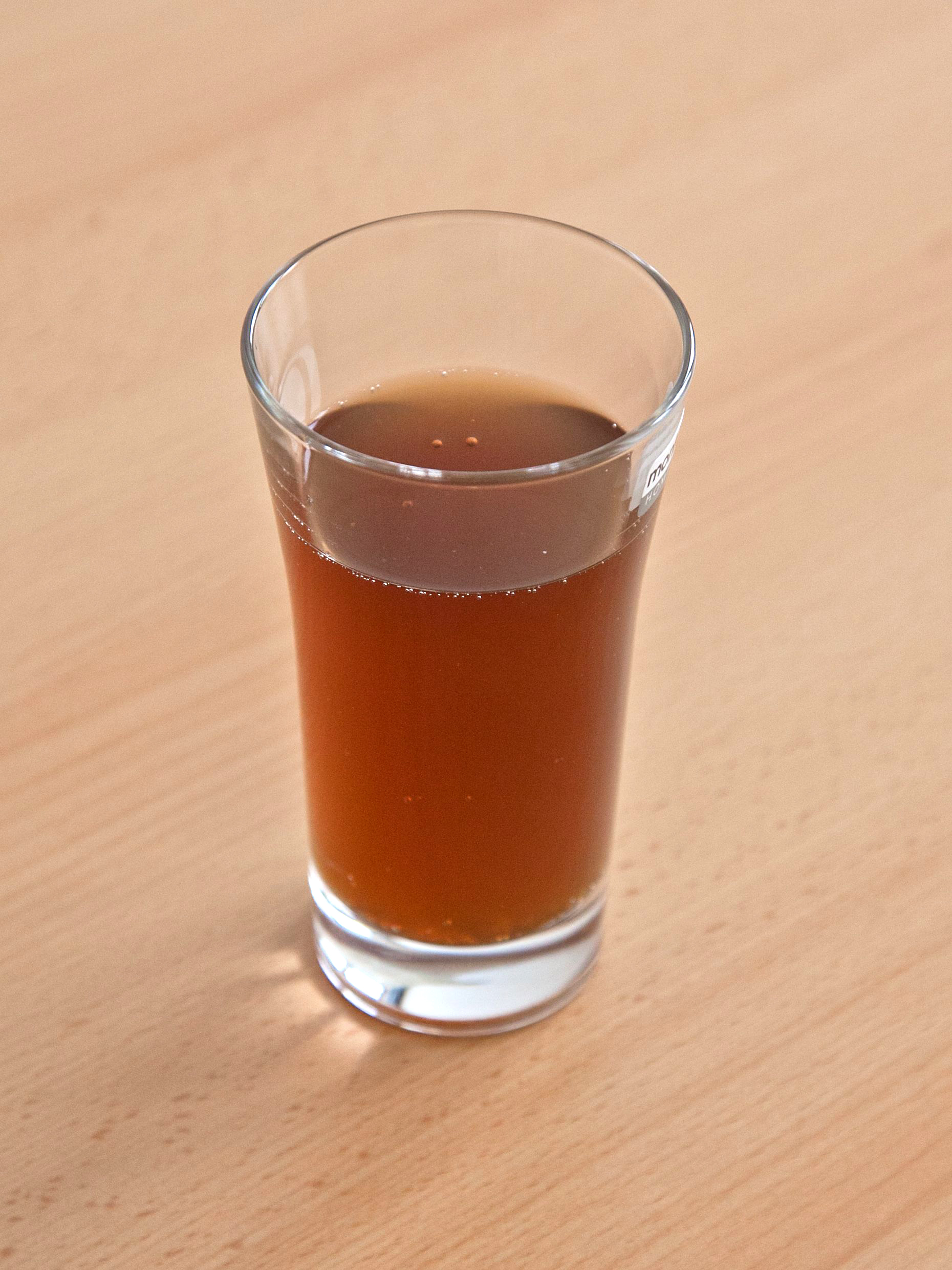
OpenCola

OpenCola est une marque de cola unique dans le fait que sa recette est disponible librement. N’importe qui est libre de reconstituer cette boisson ou modifier sa recette, à la condition que celle-ci soit sous Licence publique générale GNU.

## Origine
Bien qu’originellement créée dans le but d’expliquer le concept de logiciel open source, la boisson s’est vendue à plus de 150 000 cannettes[réf. souhaitée]. Laird Brown, responsable de la stratégie de la société canadienne d'informatique éponyme, attribue ce succès à la méfiance répandue envers les grandes entreprises multinationales et à la nature propriétaire de presque tout (« proprietary nature of almost everything »). La stratégie de marketing de la société a depuis changé et la boisson n’est plus promue sur son site Internet.

## En Italie
Quelques militants de l’éthique FLOSS ont commencé un projet OpenCola italien, mais sans but lucratif. La seule chose que l’OpenCola italien et l’OpenCola « original » aient en commun est le nom.

## Ingrédients

### Concentré aromatique
- 10 g de gomme arabique
- 3,5 ml d'huile essentielle d'orange
- 3,00 ml d'eau

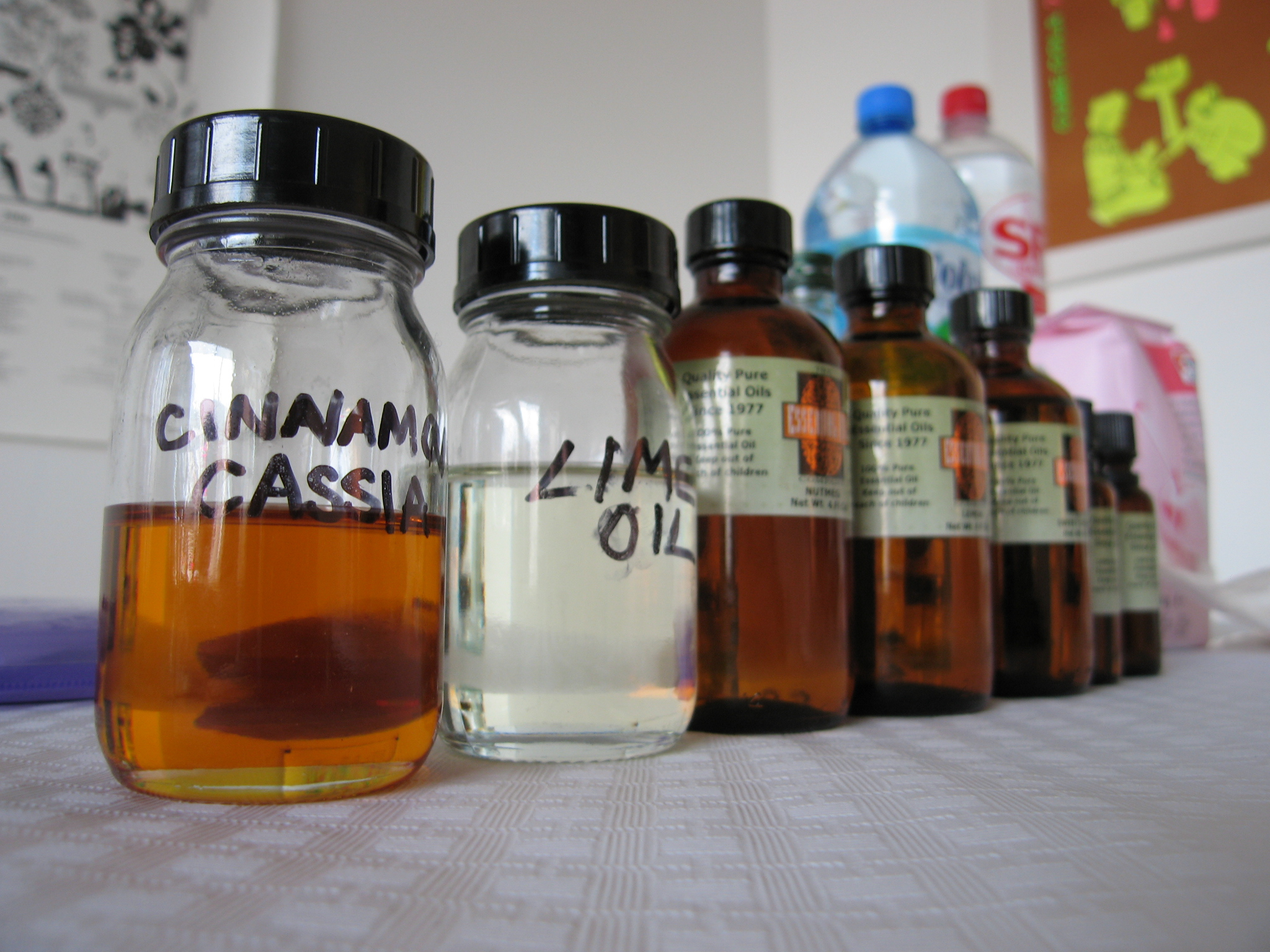
Huiles essentielles utilisées dans l'OpenCola.

- 2,75 ml d'huile essentielle de citron vert
- 1,25 ml d'huile essentielle de cannelle-casse (ou cannelle de Chine)
- 1,00 ml d'huile essentielle de citron
- 1,00 ml d'huile essentielle de muscade
- 0,25 ml d'huile essentielle de coriandre
- 0,25 ml d'huile essentielle de néroli
- 0,25 ml d'huile essentielle de lavande

### Sirop d'OpenCola
- 2,36 kg de sucre blanc
- 2,28 l d'eau
- 30,0 ml (2 cs) de caramel colorant (E150d)
- 17,5 ml (3,5 cc) d'acide phosphorique à 75 % ou d'acide citrique
- 10,0 ml (2 cc) de concentré aromatique
- 2,50 ml (0,5 cc) de caféine (facultatif)

### Dilution
Le sirop est dilué à 1 pour 5 avec de l'eau gazeuse sans sodium pour obtenir la boisson finale. À cette dilution, la recette ci-dessus donne environ 24 litres d'OpenCola.
La recette complète contient également des instructions pour produire soi-même de l'eau gazeuse à partir d'ingrédients simples, comme la levure et le sucre, afin de rendre open source la totalité du processus car autrement il serait nécessaire d'acheter de l'eau gazeuse en bouteille ou en canette ou encore une machine à gazéifier l'eau et des cartouches de dioxyde de carbone.

## Autres projets Opendrink
Il existe aussi une bière sous licence libre appelée Vores Øl.